# Torrecilla sobre Alesanco
Torrecilla sobre Alesanco település Spanyolországban, La Rioja autonóm közösségben. Torrecilla sobre Alesanco Alesanco községgel határos. Lakosainak száma 55 fő (2024).

## Népesség
A település népessége az elmúlt években az alábbi módon változott:
| Lakosok száma | 65   | 55   | 47   | 48   | 37   | 35   | 34   | 32   | 48   | 55   |
|               | 2001 | 2004 | 2007 | 2009 | 2012 | 2014 | 2017 | 2019 | 2022 | 2024 |